# Pero peruviae
Pero peruviae är en fjärilsart som beskrevs av Charles Oberthür 1883. Pero peruviae ingår i släktet Pero och familjen mätare. Inga underarter finns listade i Catalogue of Life.